# Ivar Jenner
Ivar Jenner (Utrecht, 21 de agosto de 2004) es un futbolista neerlandés, nacionalizado indonesio, que juega en la demarcación de centrocampista para el Jong FC Utrecht de la Eerste Divisie.

## Selección nacional
El 14 de junio de 2023 hizo su debut con la selección de Indonesia en un partido amistoso contra Palestina que finalizó con un resultado de empate a cero.

## Clubes
| Club            | País         | Año   | Partidos | Goles |
| --------------- | ------------ | ----- | -------- | ----- |
| Jong FC Utrecht | Países Bajos | 2022- | 55       | 0     |